# Braxton Smith
Braxton Smith was een Brits lyrische tenor van eind 19e eeuw.
Hij zong vanaf 1887 en kreeg lessen van onder meer Kristina Nilsson. Hij zong enige tijd tijdens concerten gegeven in het Crystal Palace in de periode 1888 tot 1895. In 1896 nam hij deel aan serie van meer dan dertig concerten van Canada, Verenigde Staten, Australië ter ondersteuning van Emma Albani. Daarna verdween hij van het muziekpodium.
Enkele concerten:
- 1 maart 1890: Concert Crystal Palace onder leiding van August Manns met verder de Noorse pianiste Agathe Backer-Grøndahl; Smith zong liederen van Georg Friedrich Händel en Franz Schubert.
- 9 maart 1895: Concert Crystal Palace onder leiding van Alexander Mackenzie